# 大谷實
大谷 實（おおや みのる、1934年10月25日 - ）は、日本の法学者。専門は刑事法。茨城県出身。
同志社大学名誉教授。法学博士（同志社大学、1972年）（学位論文「人格責任論の研究」）。
同志社大学法学部教授、同法学部長、同大学総長を歴任。

## 人物・来歴
大学・大学院とも同志社で学んだ。指導教員は秋山哲治。キリスト教徒。

### 学歴
- 1953年 茨城県立下館第一高等学校卒業
- 1957年 同志社大学法学部法律学科卒業
- 1960年 同志社大学大学院法学研究科政治学専攻修士課程修了

### 職歴
- 1962年 同志社大学嘱託講師
- 1965年 同志社大学法学部専任講師
- 1967年 同志社大学法学部助教授
- 1973年 同志社大学法学部教授。その後、同志社大学法学部長、同志社大学大学院法学研究科長
- 1980年 同志社大学長に就任するも病のため半年で退任
- その後、大学院総合政策科学研究科長、学校法人同志社総長を歴任。

## 学説
もともと大谷は、犯罪の本質を法益侵害に求め、違法論に関しては平野龍一らと同じく結果無価値論をとっていた（中義勝編『論争刑法』では、不能犯に関し客観的危険説を採り、藤木英雄編『過失犯ー新旧過失犯論争ー』では旧過失犯論を採っていた）。
しかし、後掲『医療行為と法』のような医事刑法を研究していく過程で法益侵害のみでは違法の実質を明らかにすることはできないと考えるようになり、団藤重光と同じ行為無価値論に改説した。本人曰く団藤先生の理論は本で影響を受けた。もっとも、団藤先生ご本人にお目にかかったのはずっと後のことですが…と述べ、刑法理論に関しては、後掲『人格責任論の研究』にみられるように団藤の理論の影響が大きいことを認めている。しかし、現在は行為責任論をとり、団藤のとる人格責任論を批判している。
団藤、大塚仁、福田平らと同様に形式的犯罪論を採り、実質的犯罪論を採る前田雅英から攻撃を受けている（形式的犯罪論・実質的犯罪論の語は前田の命名による）。
『エキサイティング刑法総論』で前田と対談し、前田の影響を受けて、故意論において因果関係の認識不要説に改説し、さらに、共犯論では、最小限従属性説に接近した。

## 社会的活動
同志社大学の教員となり、イギリス留学後、日本において早くから犯罪被害者の支援活動に取り組んだ。「被害者補償制度を促進する会」を結成した後、1974年に横浜市を中心に活動していた「殺人犯罪の撲滅を推進する会」（代表：市瀬朝一）と合流。全国組織化して犯罪被害者等給付金支給法の制定に結び付けた。この過程が木下恵介監督の映画『衝動殺人 息子よ』に描かれている。この映画のなかで大谷は中谷教授（配役は加藤剛）として登場する。
その後も被害者支援に奔走。その熱意は、電話相談や給付金申請補助を行なう社団法人京都犯罪被害者支援センター設立に結実した。現在も同法人の理事長、その他、全国被害者支援ネットワーク特別顧問を務めている。その他に、法務省司法試験考査委員（1982年 - 1995年）、日本学術会議会員（1991年 - 2000年）、法務省法制審議会刑事法部会部会長、法務省人権擁護推進審議会委員、日本被害者学会理事長。アマースト大学名誉博士。2001年第17代同志社総長に就任した。大谷が中心となって1998年5月に発足した民間の犯罪被害者支援団体。活動内容は、犯罪や犯罪に類する行為、交通事故、災害などの被害者およびその家族に対する精神面での支援。なお同センター設立に動こうとした際、刑事被告人の権利確立を優先させるべきであるとする団藤重光に「大谷君、10年早い。」と言われ、言葉どおり10年を待って設立したという逸話がある。

## 著書

### 単著
- 『人格責任論の研究』（慶應通信 1972年）
- 『刑事規制の限界』（有斐閣、1978年）
- 『医療行為と法』（弘文堂、1980年）
- 『刑法講義各論』（成文堂、初版1983年、2版1988年、3版1990年）
- 『いのちの法律学』（筑摩書房、初版1985年）
- 『刑法総論の重要問題上下巻』（立花書房、初版1986年）
- 『刑法各論の重要問題』（立花書房、初版1987年）
- 『刑事政策講義』（弘文堂、初版1987年、2版1990年）
- 『刑法講義総論』（成文堂、初版1986年、2版1989年、3版1991年、4版1994年、新版2000年）
- 『精神保健福祉法講義』（成文堂、2017年）
- 『医師法講義』（成文堂、2023年）

### 共著
- 前田雅英『エキサイティング刑法総論』（有斐閣、1999年）
- 前田雅英『エキサイティング刑法各論』（有斐閣、2000年）

## 門下生
- 佐藤嘉彦
- 瀬川晃
- 奥村正雄
- 十河太朗
- 松原久利
- 川崎友巳